# Paula Mermelstein
Paula ou Paulette Mermelstein, née le 10 janvier 1934 à Borgerhout (Belgique) et morte le 23 mai 1944 à Auschwitz, est une des 44 des Enfants d'Izieu arrêtés lors de la rafle du 6 avril 1944, déportés et assassinés à Auschwitz. Son frère cadet, Marcel Mermelstein, déporté par le même convoi n°74, en date du 20 mai 1944, connait le même sort. Leur mère, Frieda Mermelstein, est déportée par le même convoi.

## Biographie
Paula Mermelstein, est née le 10 janvier 1934, à Borgerhout en Belgique. Elle est la fille de Max Mermelstein et de Frieda Mermelstein (née Gutmann), née le 6 mars 1912, à Varsovie, en Pologne. Max Mermelstein est un boucher. Paula Mermelstein a un frère, plus jeune, Marcel Mermelstein, né le 14 janvier 1937, à Anvers.
Avec l'invasion de la Belgique, au printemps de 1940, la famille Mermelstein se réfugie en France, le 14 mai 1940. Le 28 juin 1942, la famille Mermelstein est arrêtée et internée pour un court temps au camp de Rivesaltes. Le père, Max Mermelstein, parvient à s'enfuir et rejoint la Résistance. La mère, Frieda Mermelstein, se cache dans le Sud de la France.
Son frère, Marcel Mermelstein est libéré du camp de Rivesaltes, le 9 septembre 1942. Sur le document officiel, le Camp est nommé Centre d'hébergement de Rivesaltes (Pyrénées-Orientales).

### Maison d'Izieu
Arrêtée avec les autres Enfants d'Izieu, lors de la rafle du 6 avril 1944, mais contrairement à la majorité d'entre-eux, déportés par le Convoi n°71, elle est déportée par le Convoi n°74, en date du 20 mai 1944, du camp de Drancy vers Auschwitz. Son frère, Marcel Mermelstein, fait partie du même convoi. Marcel est âgé de 7 ans, Paula est âgée de 10 ans. Ils sont assassinés le 23 mai 1944.
La mort des enfants Mermelstein est évoquée par le rabbin américain Shmuley Boteach, qui mentionne que Max Mermelstein était un grand-oncle de son épouse,.
Peu de temps après la Rafle d'Izieu, la mère, Frieda Mermelstein, est arrêtée à Pau. Son nom aurait peut-être été trouvé pendant la rafle. Elle rejoint ses enfants au camp de Drancy et est déportée à Auschwitz par le même convoi que ses enfants.

## Mémoire
Les stolpersteine sont encore à poser pour les Enfants d'Izieu, originaires d'Anvers.